# Меланитис, Яннис
Яннис Меланитис (греч. Γιάννης Μελανίτης, 1967, Афины) — греческий художник и скульптор, работающий в том числе в жанре инсталляций и цифрового искусства.

## Творческая биография
Яннис Меланитис родился в 1967 году в Афинах. Имеет научные степени в области живописи, скульптуры и степень магистра в области цифрового искусства Афинской школы изящных искусств. Также является научным сотрудником Афинского национального технического университета и Афинской школы архитектуры. В мае 2010 года стал преподавателем факультета скульптуры Афинской школы изящных искусств. На художественное восприятие и художественную манеру Янниса Мелантиса значительное влияние оказали Марсель Дюшан, Яннис Ксенакис, Джеймс Джойс, Йозеф Бойс.
Яннис Меланитис был организатором и одним из основных участников очень успешной выставки в больнице Андреаса Сингроса в Афинах на тему: «Дерматография: искусство и медицина». Его выбрала для координации и участия в выставке администрация больницы благодаря широкому опыту в проведении выставок и современному взгляду на человеческое тело, биоискусство и медицинские иллюстрации. Его последние работы включают интерактивные инсталляции и выставку под названием «Криография», которая представила живопись в виде метафоры вечной мерзлоты. Выставка состоялась в Афинах 14 октября 2010 года.
В 2006 году состоялись персональные выставки Янниса Мелантиса «Dans Le Jardin d 'Epicure / Les elements comme des metaphors» в Университетской больнице Женевы и «Pleasure Machine» на восьмом цифровом салоне в Мадриде и Дома культур мира в Берлине. В 2006 году в Монако прошла его выставка «Touch Terrain». Также Яннис Меланитис был участником первого биеннале современного искусства в Салониках, организованного Музеем современного искусства. В марте 2008 года он представил скульптуры на выставке в Галерее E31, Афины, которая называлась «Одиссей как Фауст».